# 木田健太
木田 健太（きだ けんた、1985年7月10日 - ）は日本の俳優。
神奈川県出身。血液型：O型。身長：170cm、体重：62kg、3サイズ：B81/W72/H90、靴のサイズ：27.0cm。

## 経歴
9歳のとき親の知人の紹介で役者を始める。子役を3年間やり、一時期学業に専念するため休業。そして大学を卒業してから再開。
現在舞台を中心に活動している。2017年2月から2018年6月まで毎月1回、レインボータウンFMにてラジオのメインパーソナリティも務めていた。

## 資格・免許
普通自動車免許、普通自動二輪、漢検3級、スキー2級、調理師免許、バレーボールC級審判免許

## 趣味
料理、旅行、脱出ゲーム、映画鑑賞、ダンス

## 特技
乗馬、殺陣、料理、バレーボール、スキー、テニス、ダンス、フリーザのモノマネ

## 舞台

### 2011年
- 劇団空感演人『時計〜僕がいる理由〜』（8月11日 - 15日、Air studio） - 浅井実 役
- 劇団空感エンジン『7丁目16番地 ゆめ屋〜3回まわってワンの巻〜』（11月10日 - 14日、てあとるらぽう） - 武志 役

### 2012年
- 『終わりよければすべて良し』（1月25日 - 29日、銀座みゆき館劇場） - 川上 役
- 『ハッピーエンド』（2月2日 - 9日） - 歌川光一 役
- 『覇権DO!!』（7月25日 - 29日、Geki地下liberty） - サトウ 役
- 東京カンカンブラザーズ『ピエロの涙とボクの羽根』（10月31日 - 11月4日、中野BONBON） - 世良幹夫 役
- アポロ5『Over Smile』（12月19日 - 23日、シアターモリエール） - Aキャスト：青の戦士　ソロリス・ランス　役
- 好ぃ蝶れんげ 番外公演『透きとおるるる。。。』（12月22日、三鷹芸術劇場） - 主演：透 役

### 2013年
- amipro『絶対彼氏。』（3月16日 - 20日、シアター1010） - サトシ 役
- 東京カンカンブラザーズ『Dearパパ～地球が逆に回っても～』（4月17日 - 21日、中野ザ・ポケット） - 立花駿介 役
- 好ぃ蝶れんげ『ミルキー』（6月1日 - 2日、下北沢シアター711） - 主演：護 役
- 『楠本柊生帝國元帥“第14帝國”「元帥と七人の侍」』（7月13日 - 14日、SPACE107） - 少佐 役
- アポロ5『Crusher`s Lovesong クラッシャーズラブソング』（8月6日 - 11日、俳優座劇場） - 有明博文 役
- FPアドバンス『男おいらん』（8月22日 - 9月1日、笹塚ファクトリー） - 主演：柾木 役
- 東京カンカンブラザーズ『痛いほど狂おしい選択』（9月25日 - 29日、中野ザ・ポケット）
- セブンスキャッスル『人狼TLPT』（10月5日、相鉄本多劇場） - 御曹司 シオン 役
- LOVE&ROCK『河の流れは』（11月1日 - 4日、築地本願寺 ブディストホール）
- STRAYDOG『悲しき天使』（11月28日 - 12月1日、SPACE107） - 平野 役

### 2014年
- 萬屋錦之介一座　二〇一四年新春本公演『晒場慕情～恋慕の木遣り唄～』（1月4日 - 13日、シアターグリーン BASE THEATER） - 主演：新八 役
- セブンスキャッスル『人狼TLPT』（1月5日・6日・8日・10日、上野ストアハウス） - シオン（乙女座 / 御曹司） 役
- 劇団スーパー・エキセントリック・シアタープロデュース『ブレーメンの音楽隊』（1月22日 - 26日、シアターグリーン BOXinBOX THEATER） - イヌ 役
- 劇団空感エンジン『男60分』（3月5日 - 10日、両国Airstudio） - B・C班 主演：俺 役
- hi-pine company『パラノイアショー op.143』（3月22日） - 俺 役
- 東京カンカンブラザーズ『春がハーモニカを吹く理由』（4月9日 - 13日、中野ザ・ポケット） - 海人 役
- 東京オフ・ブロードウェイ参加作品 グリーンミュージカル『LADYBIRD,LADYBIRD』（5月2日 - 6日、シアターグリーン BOXinBOX THEATER） - カマキリのジョー 役
- レトロゲームシアター『ミュージカル☆忍者じゃじゃ丸くん』（5月20日 - 25日、シアターグリーン BIGTREE THEATER） - ダブルキャストB班：ピン坊 役
- STRAYDOG『ゴジラ』（7月1日 - 6日、シアターモリエール） - ハヤタ隊員 役
- ルドビコ『プライム輪舞曲～素数と宝剣（つるぎ）と金庫の謎～』（7月16日 - 20日、シアターKASSAI） - 井上学 役
- セブンスキャッスル『人狼TLPT』（7月30日 - 8月9日、シアターKASSAI） - 御曹司 シオン 役
- 劇団往来『Life pathfinder 2014 The Fate of…』（9月13日 - 15日、新国立劇場） - 秋吉 役
- 『暗転セクロスw』（10月9日 - 19日、上野ストアハウス） - 宿泊チーム ユウ 役

### 2015年
- 萬屋錦之介一座　二〇一五年新春本公演『汚泥河童』（1月4日 - 11日、シアターグリーン BASE THEATER） - 主演：河太郎 役
- 『拳聖』（1月15日、シアターサンモール） - ゲスト
- amipro『ZIPANG パイレーツ』（2月15日 - 22日、あうるすぽっと） - 羽田智親 役
- 『マジカル・リバース・ワールド』（3月4日 - 8日、新宿村LIVE） - トコマ 役
- GRASP produce vol.1『龍狼伝』（5月2日 - 6日、博品館劇場） - 荀彧 役
- 片肌☆倶利伽羅紋紋一座「ざ☆くりもん」第十三回本公演『振袖大火〜吉原木遣り唄〜』（7月15日 - 19日、シアターグリーン BIGTREE THEATER） - 主演：助六 役
- 朗読劇『しっぽのなかまたち４』（8月17日・20日、全労済ホール スペース・ゼロ） - 金谷 / テン（猫） / ケンシロウ 役
- 朝劇『恋の遠心力』（9月2日、Grass dance新宿店） - ゲスト
- ラビット番長『ギンノキヲクFINAL』（9月11日 - 13日、豊島区立南大塚ホール）
- メディア・ワークス プロデュースVol.6『不知森の神石～アル・カポネに出逢ったら～』（10月8日 - 12日、六行会ホール） - 語り部 役
- Theatrical company Toy Late Lie 第4回本公演『稔』（11月7日 - 12日、ザムザ阿佐ヶ谷） - 主演：霧島稔 役

### 2016年
- 平成時代劇　片肌☆倶利伽羅紋紋一座「ざ☆くりもん」二○一六年 新春三館同時本公演『人情寄場』（1月5日 - 11日、シアターグリーン BASE THEATER） - 主演 : 次郎吉 役
- Theatrical company Toy Late Lie 第1回仮設公演『思春』〜遥かなるオヤジーデ〜（2月3日 - 7日、シアターグリーン BIGTREE THEATER） - 杉山元樹 / 崎本裕樹 役
- 劇団た組。『走馬灯株式会社』（3月11日 - 13日、シアターグリーン BOXinBOX THEATER） ※Wキャスト
- GRASP produce vol.4『龍狼伝 第二章』（4月6日 - 10日、シアター1010） - 荀彧 役
- amipro『覇権DO!!』（7月13日 - 18日、新宿村LIVE） - サトウ 役
- ラビット番長『天召し』（9月15日 - 19日、シアターグリーン BOXinBOX THEATER） - 主演：桐山智 役。

### 2017年
- 平成時代劇　片肌☆倶利伽羅紋紋一座「ざ☆くりもん」二○一七年 新春三館同時本公演『吉原端唄』（1月3日 - 9日、シアターグリーン BASE THEATER） - 主演：弥次郎兵衛 役[3]。
- Ann&Mary Presents Vol.3『PIRATES OF THE DESERT3〜偽りの羅針盤と真実の操舵輪〜』（4月12日 - 16日、シアターグリーン BIGTREE THEATER） - レオ 役[4]。
- 平成時代劇　片肌☆倶利伽羅紋紋一座「ざ☆くりもん」第二十一回本公演『火消哀歌 〜冬空の木遣り唄〜』（5月3日 - 8日、シアターグリーン BOXinBOX THEATER） - 喜兵衛 役[5]。
- amiproミュージカル『悪ノ娘』（6月4日 - 11日、池袋あうるすぽっと） - キール=フリージス 役[6]。
- 平成時代劇 片肌☆倶利伽羅紋紋一座「ざ☆くりもん」第二十二回本公演『高松心中〜坊主と花魁の四十九日〜』（8月9日 - 13日、シアターグリーン BOXinBOX THEATER） - コマ 役[7]。
- 東京カンカンブラザーズ『死神と9月のベランダ』（10月11日 - 15日、中野ザ・ポケット） -            主演: 朝村拓海 役[8]。
- ニジーローモーチャー『イッショウガイ』（12月22日 - 28日、新宿シアターモリエール）- タカ 役

### 2018年
- しみくれ#3『溝の花びら』（3月21日 - 25日、阿佐ヶ谷アルシェ）- 小出和也 役[9]
- LIVEDOG『天満月のネコ』（4月21日 - 4月29日、新宿村LIVE）- 主演 : レグルス 役[10]
- amipro ミュージカル『ふしぎ遊戯-蒼ノ章-』（10月13日 - 21日、全労済ホール スペース・ゼロ）- 青龍七星士 氐宿 役[11]
- ADKアーツ アドリブ心理劇 『レジスタンスイレブン ～クリスマスを守り抜け～』（12月8日・11日・12日・14日、コフレリオ新宿シアター）- ケンタ 役[12]

### 2019年
- 平成時代劇 片肌☆倶利伽羅紋紋一座「ざ☆くりもん」『夫婦明暮』（1月4日 - 14日、シアターグリーン BASE THEATRE）- 弥次郎兵衛 役[13]

### 2021年
- 少年Komplex番外企画劇場参加型エンターテイメント『THEATER ✕ GAME』（3月13日、新宿THEATRE BRATS）

## CM
- YAMAHA発電機
- マンスリーレオパレス21 （2008年11月）
- JT
- アイシア （2009年）
- 東京ディズニーリゾート
- 競艇
- ポケットモンスター 赤・緑

## PV
- 和田アキ子『あなただけの青空』（2009年3月）
- カナデモノ『ひとりじゃないから』（2012年 『透きとおるるる。。。』PV）
- SORGENTI『愛の炎』（2015年）

## ドラマ
- JIN
- おひとりさま
- 輪廻の雨
- 外科医鳩村周五郎
- ハンチョウ
- 徳川慶喜 - 徳川家茂 役
- 上杉鷹山 - 上杉直丸 役
- マスク・ド・ママ - 田所淳 役
- 透明人間
- 怪奇倶楽部
- ジューンブライド
- 司法教官・穂高美子4（2015年10月31日） - 飛田雄二 役

## 映画
- 踊る大捜査線 THE MOVIE3 ヤツらを解放せよ! - 記者 役
- 僕たちのマーチ - 林馬踏太 役
- メモリアル - 荒井慶 役
- さらば大戦士トゥギャザーV - トゥギャザーV・中野正 役
- トイレの花子さん
- 学校の怪談2
- 二宮金次郎物語 - 金次郎友人 役

## イベント等
- デザインフェスタ 男おいらんPRイベント（2013年5月19日、東京ビッグサイト西ホール） - ダンサー[14]
- ツインフィニティー1stLIVE LIVE×スクランブル外伝（2014年10月3日）[15]
- GOLD STARS vol.7 - 2015 spring collection（2015年3月28日、WOMB（shibuya）） - MC[16]
- Tokyo Hair make-up collection2015S/S（2015年4月14日、恵比寿アクトスクエア） - イベントMC[17]
- 僕らのチョコっとcafe.〜2015年のありがとうの感謝を込めて〜（2015年12月26日、magari中野店）[18]
- みっくすぼっくすvol.3〜カフェ編〜（2016年9月22日）
- みっくすぼっくすvol.5 Halloween party（2016年10月30日）
- カフェイベント 五十嵐啓輔&木田健太のそういや誕生日かも（2017年7月17日）
- 池袋鬼子母神御会式（2017年10月18日）
- みっくすぼっくすvol.11 忘年会 （2017年12月30日）
- みっくすぼっくすvol.12  みくぼ新年会&ハッピーバレンタイン 昼の部のみ （2018年2月17日）
- 木田健太バースデーオフ会with松下高士 （2018年7月8日）
- 『ジョウエイカイ』〜舞台『イッショウガイノ』オーディオコメンタリー （2018年7月29日）
- 人狼系推理バトル「レジスタンスイレブン」番組記念イベント （2019年6月8日）[12]
- バースデーイベント『木田と坂本。』（2019年7月7日）[19]